# Kryptopterus geminus
Kryptopterus geminus е вид лъчеперка от семейство Siluridae.

## Разпространение
Видът е разпространен във Виетнам, Камбоджа, Лаос и Тайланд.